# Вревська Юлія Петрівна
Баронеса Ю́лія Петрі́вна Вре́вська (рос. Юлия Петровна Вревская), уроджена Юлія Петрівна Варпаховська (рос. Юлия Петровна Варпаховская; 25 січня 1838 — 24 січня 1878) — російська шляхтянка, донька генерал-лейтенанта Петра Варпаховського, дружина генерал-лейтенанта Іполіта Вревського, фрейліна імператриці Марії Олександрівни у 1860—1870 роках.
Під час російсько-османської війни (1877—1878 років) продала родовий маєток і на виручені кошти спорядила санітарний загін. Від 19 червня 1877 виконувала роботу звичайної сестри милосердя в евакуаційних шпиталях міст Ясси та Бяла. Працювала у медичному пункті поблизу лінії фронту у селищі Обретеник.
Захворіла на епідемічний висипний тиф під час російсько-османської війни 1877—1878 років і померла через 2 тижні.

## Біографія

### Молоді роки
Юлія Петрівна народилась 25 січня 1838 року в Лубнах Полтавської губернії Російської імперії. Вона була донькою генерал-майора Петра Євдокимовича Варпаховського та його дружини Кароліни Іванівни Блех. Мала братів Івана, Петра та Володимира й сестру Наталю.
Її батько був польським шляхтичем, що перебував на російській військовій службі. Петро Варпаховський був ветераном війни із французами 1812 року, учасником битви при Бородіно, відміченим численними нагородами. У 1844 році він отримав чин генерал-лейтенанта. Залишив службу у лютому 1855 року.
Юлія Петрівна здобувала освіту в Одеському інституті для шляхетних дівчат. Після переїзду родини до Ставрополя у 1848 році — відвідувала місцевий заклад Св. Олександри для виховання жіночої статі.
Її змальовували як чарівну дівчину, що, хоч і не відповідала класичним канонам краси, але була білявкою із свіжим лицем, зростом вище середнього та блискучими розумними очима.
У Ставрополі її побачив генерал-лейтенант Іполіт Вревський, командувач військами Лезгінської прикордонної лінії. У 1857 році Юлія Варпаховська стала його дружиною. Описуючи майбутню жінку у листі до свого брата Бориса, Вревський відмічав, що вона «добра нескінченно». Барону на момент весілля було більше сорока років, і від громадянського шлюбу з черкешенкою, яка вже померла, він мав трьох дітей. Сучасники характеризували його як освіченого аристократа, що знав кілька іноземних мов та мав веселий характер.
Подружжя оселилося у Владикавказі, де Вревський мав власний дім.
Особистий секретар Вревського А.Зіссерман писав: «Він одружився із дочкою генерала Варпаховського, яка сяяла молодістю, красою, освітою і всіма якостями, здатними викликати симпатію. З тих пір домашня обстановка частково змінилася … і сам барон став наче м'якішим і привітнішим».
Подружнє життя виявилося недовгим: у серпні 1858 року при штурмі аулу Кітурі в Дагестані генерал-лейтенант був смертельно поранений. Він помер на руках у дружини 29 серпня в Телаві.
Після смерті чоловіка Юлія Петрівна з прийомними дітьми переїхала до Тифлісу, де клопоталася про присвоєння незаконнонародженим дітям прізвища батька. Дозвіл був даний і всі вони стали учнями привілейованих навчальних закладів із подальшою можливістю успадкувати батьківські землі.

### Придворне життя
Юлію запросили до Петербургу, де вона стала фрейліною імператриці Марії Олександрівни.
Літератор Володимир Соллогуб так писав про її світське життя: «При дворі Юлія Петрівна ніколи не сказала ні про кого нічого поганого і, приймаючи у себе, не дозволяла нікому злословити, а, навпаки, завжди намагалася висунути в кожному його добрі якості. Багато чоловіків за нею упадали, багато жінок їй заздрили, але людський говір ніколи не насмілився їй у чомусь докоряти, і самі зловмисні люди схиляли перед нею голови. Все життя вона жертвувала собою для рідних, для чужих, для всіх. Юлія Петрівна багатьом нагадувала тип жінок Олександрівського часу, цієї вищої школи смаку, — витонченістю, ввічливістю та привітністю. Бувало, слухаючи часто невигадливі, але завжди милі розповіді, я думав: як хотілося б у нашому світі побільше таких жінок і поменше інших».
Супроводжуючи імператрицю, Юлія Петрівна побачила Францію, Італію, Сирію, побувала на найкращих курортах Європи, в Африці, Палестині, Єрусалимі.
У 1870 році вона потрапила в опалу та була віддалена від двору.

### В опалі
Після віддалення Юлія Петрівна переїхала у свій маєток в Орловській губернії. Багато подорожувала Європою, Кавказом, Далеким Сходом. Товаришувала із письменниками Григоровичем та Соллогубом, поетом Полонським, художниками Верещагіним та Айвазовським. Мандруючи, познайомилася із Віктором Гюго та Ференцем Лістом. Всіх знайомих вона вражала своєю ерудованістю та начитаністю.
У 1873 році Вревська познайомилася в Парижі з Іваном Тургенєвим. Наступного року вона навідала письменника у його маєтку Спасське. За словами Івана Сергійовича, цей візит залишив глибокий слід в його душі. Наступні роки між ними тривало листування.
У квітні 1876 року в Болгарії вибухнуло антиосманське повстання, яке було жорстоко придушене. Це привернуло увагу європейських держав та розглядалося в низці питань на Константинопольській конференції. Туреччина після неї втратила підтримку західних союзників, і у квітні 1877 Росія оголосила їй війну. Вревська із Тургенєвим в своїх листах ще у грудні 1876 року обговорювали можливість допомоги болгарам.
Взимку 1877 баронеса пройшла курси медичних сестер Свято-Троїцької громади сестер милосердя, яку очолювала її знайома Єлизавета Олександрівна Кублицька-Піоттух. У громаду Юлія Петрівна не вступила, але була прикомандирована до неї.

### Російсько-турецька війна
19 червня 1877 року Вревська разом із десятьма жінками вищого світу у складі Свято-Троїцької громади, що була офіційним членом Червоного Хреста, вирушила з Петербургу на фронт. Після прибуття загін розділився. Дев'ять сестер із двома дамами поїхали в Кіпріановський монастир на кордоні з Румунією, неподалік Кишиніва, а решта, серед них і Юлія Петрівна, далі на південь Румунії, в Ясси.
До кінця жовтня баронеса працювала у 45-му шпиталі Дунайської російської армії. Юлія Петрівна була серед тих, хто доглядав за пораненими і вмираючими. У листах до сестри вона писала, що сильно втомлюється, оскільки за день має більш ніж тисячу хворих, а перев'язки мають бути виконані до 5-ї години ранку. Медичні сестри не мали достатнього екіпірування та жили в холодних бараках, Червоному Хресту не вистачало грошей.
Після чотирьох місяців виснажливої роботи в шпиталі сестрам милосердя давалася відпустка на два місяці. 5 листопада її отримала Юлія Петрівна. Вона відвідала Бухарест та Фратешті, після чого подала прохання на дозвіл працювати у селищі Бяла у 48-му військово-польовому шпиталі. Вона ухвалила рішення пробути сестрою милосердя всю зиму, відмовившись від поїздки на батьківщину. Жила в умовах великих поневірянь. До шпиталю щодня ходила за кілька верст. Часто брала участь у операціях, годувала, перев'язувала та читала пораненим. На 400 хворих приходилося всього 5 медичних сестер.
Дізнавшись, що передбачаються бої під селищем Обретеник, перевелася туди, де перебувала 10 днів. Від 30 листопада працювала фактично на передовій. Поранених того дня було близько 600, медичних сестер разом із Вревською — 3. Згодом в зоні бойових дій настало затишшя. Баронеса, окрім догляду за хворими, займалася ще й транспортуванням поранених.
31 грудня вона написала сестрі останнього листа з Бяли. 4 січня вона заразилася на епідемічний висипний тиф, епідемія якого вирувала тоді у військах, захворіла і померла за кілька тижнів. Поховали Юлію Петрівну поруч православного храму Святого Георгія в Бяло. На могилі встановили скромний пам'ятник із написом: «Сестри милосердя Нейолова, баронеса Вревська. Січень 1878 р.».

Іван Тургенєв писав у листі до Анненкова

«Вона отримала той мученицький вінець, до якого прагнула її душа, бажаючи жертви. Її смерть мене глибоко засмутила. Це була прекрасна, неймовірно добра істота …»
Болгари і до сьогодні вважають російську баронесу Вревську своєю національною героїнею.[джерело?]

## У мистецтві
- У 1977 році в Радянському Союзі вийшов фільм «Юлія Вревська». Роль баронеси у ньому зіграла Людмила Савельєва.